# Cladonema radiatum
Cladonema radiatum (Raketmeduse) is een hydroïdpoliep uit de familie Cladonematidae. De poliep komt uit het geslacht Cladonema. Cladonema radiatum werd in 1843 voor het eerst wetenschappelijk beschreven door Dujardin. Het heeft een opvallend planktonische meduse-stadium en een klein, kruipend hydroïd-stadium. 

## Verspreiding
De hydroïdpoliep Cladonema radiatum is inheems in Europese wateren, waar het kan worden gevonden van Noorwegen, de Noordzee, het Kanaal tot aan de Middellandse Zee en de Zwarte Zee. Daarnaast is gemeld uit Bermuda, Florida, de Bahama's, Puerto Rico, Belize en Brazilië, maar zoölogen beschouwen het als cryptogeen (van onbekende oorsprong) in de tropische westelijke Atlantische Oceaan. Geïntroduceerde populaties zijn gemeld uit Padilla Bay (Washington); Oahu (Hawaï) en Wellington in Nieuw-Zeeland. Het vestigt zich gewoonlijk op algen of zeegrassen, zoals Posidonia oceanica of groot zeegras (Zostera marina).

## Vondsten in Nederland
Mei 2025 werden in het Veerse Meer exemplaren van de Raketmeduse gevonden.